# Lista de prémios e indicações recebidos por Coldplay
Coldplay é uma banda britânica de rock alternativo formada em Londres por Chris Martin (vocais, piano), Jonny Buckland (guitarra), Guy Berryman (baixo) e Will Champion (bateria, percussão). Eles lançaram nove álbuns de estúdio: Parachutes (2000), A Rush of Blood to the Head (2002), X&Y (2005) Viva la Vida or Death and All His Friends (2008), Mylo Xyloto (2011), Ghost Stories (2014), A Head Full of Dreams (2015) e Everyday Life (2019), Music of the Spheres (2021), que venderam mais de 100 milhões de cópias. A banda também lançou mais de trinta singles, incluindo "Yellow", que foi seu primeiro sucesso mundial e alcançou a sexta posição na tabela Alternative Songs da Billboard; "Speed of Sound" e "In My Place", que atingiram a segunda posição na UK Singles Chart; "Viva la Vida", que foi o primeiro single da banda a atingir o topo das tabelas dos Estados Unidos e Reino Unido; "Paradise", que foi a canção de rock mais vendida em 2011 no Reino Unido; e "My Universe", que estreou na primeira posição na Billboard Hot 100 (EUA), fazendo de Coldplay a primeira banda britânica a conseguir tal feito.
A banda já recebeu 214 prêmios de 581 indicações. Eles foram homenageados com nove prêmios de trinta indicações no Brit Awards, sendo o grupo mais premiado e indicado de todos os tempos na cerimônia. Coldplay também é o primeiro ato na história a ganhar nas categorias Álbum Britânico do Ano três vezes e Grupo Britânico quatro vezes, obtendo o maior número de indicações para ambas as categorias. Eles receberam 7 Grammy Awards de 36 indicações, ganhando Canção do Ano (com "Viva la Vida", em 2009) e Gravação do Ano (com "Clocks", em 2004), e indicados para Álbum do Ano três vezes.
Coldplay recebeu vinte e dois prêmios da MTV, incluindo sete MTV Video Music Awards de vinte e seis indicações, oito MTV Europe Music Awards de vinte e oito indicações, um Los Premios MTV Latinoamérica de seis indicações, um MTV Video Music Awards Japan de dez indicações e cinco MTV Video Play Awards, que não possui indicações prévias. O videoclipe de "The Scientist" recebeu todos os três prêmios pelos quais foi indicado no MTV Video Music Awards de 2003. Eles receberam quatro World Music Awards e nove Billboard Music Awards, com dois sendo do Live Music Awards. Coldplay também foi pré-indicado ao 87º Oscar da Academia com "Atlas" e nomeados a Compositores do Ano no Ivor Novello Awards e ASCAP London Music Awards em 2003 e 2010 respectivamente. Em 2014, Fuse posicionou o Coldplay como a quarta banda mais premiada de todos os tempos, atrás somente de Foo Fighters, Green Day e U2.

## Prémios e indicações
| Cerimônia                                        | Ano  | Indicado / Trabalho                                   | Categoria                                       | Resultado    | Ref.                    |
| ------------------------------------------------ | ---- | ----------------------------------------------------- | ----------------------------------------------- | ------------ | ----------------------- |
| Academy Awards                                   | 2015 | "Atlas"                                               | Melhor Canção Original                          | Pré-Indicado | [ 11 ]                  |
| AICE Awards                                      | 2015 | "Magic"                                               | Vídeo Musical                                   | Venceu       | [ 12 ]                  |
| American Music Awards                            | 2003 | Coldplay                                              | Artista Alternativo Favorito                    | Indicado     | [ 13 ]                  |
| American Music Awards                            | 2005 | Coldplay                                              | Artista Alternativo Favorito                    | Indicado     | [ 14 ]                  |
| American Music Awards                            | 2008 | Coldplay                                              | Artista do Ano                                  | Indicado     | [ 15 ]                  |
| American Music Awards                            | 2008 | Coldplay                                              | Banda/Duo/Grupo de Pop/Rock Favorito            | Indicado     | [ 15 ]                  |
| American Music Awards                            | 2008 | Coldplay                                              | Artista Alternativo Favorito                    | Indicado     | [ 15 ]                  |
| American Music Awards                            | 2008 | Viva la Vida or Death and All His Friends             | Álbum de Pop/Rock Favorito                      | Indicado     | [ 15 ]                  |
| American Music Awards                            | 2016 | Coldplay                                              | Artista Alternativo Favorito                    | Indicado     | [ 16 ]                  |
| American Music Awards                            | 2017 | Coldplay                                              | Banda/Duo/Grupo de Pop/Rock Favorito            | Indicado     | [ 17 ]                  |
| American Music Awards                            | 2017 | A Head Full of Dreams Tour                            | Turnê do Ano                                    | Venceu       | [ 17 ]                  |
| APRA Awards                                      | 2007 | "Talk"                                                | Obra Estrangeira Mais Tocada                    | Indicado     | [ 18 ]                  |
| APRA Awards                                      | 2013 | "Paradise"                                            | Obra Internacional do Ano                       | Indicado     | [ 19 ]                  |
| APRA Awards                                      | 2018 | "Something Just Like This"                            | Obra Internacional do Ano                       | Indicado     | [ 20 ]                  |
| ARIA Music Awards                                | 2012 | Coldplay                                              | Melhor Artista Internacional                    | Indicado     | [ 21 ]                  |
| ARIA Music Awards                                | 2014 | Coldplay                                              | Melhor Artista Internacional                    | Indicado     | [ 22 ]                  |
| ARIA Music Awards                                | 2016 | Coldplay                                              | Melhor Artista Internacional                    | Indicado     | [ 23 ]                  |
| ASCAP London Music Awards                        | 2006 | "Speed of Sound"                                      | Canção do Ano                                   | Venceu       | [ 24 ]                  |
| ASCAP London Music Awards                        | 2010 | Coldplay                                              | Compositor do Ano                               | Venceu       | [ 25 ]                  |
| ASCAP London Music Awards                        | 2010 | "Viva la Vida"                                        | Canção do Ano                                   | Venceu       | [ 25 ]                  |
| ASCAP London Music Awards                        | 2015 | "A Sky Full of Stars"                                 | Top 100 Canções Vencedoras                      | Venceu       | [ 26 ]                  |
| ASCAP London Music Awards                        | 2017 | "Adventure of a Lifetime"                             | Top 100 Canções Vencedoras                      | Venceu       | [ 27 ]                  |
| ASCAP London Music Awards                        | 2017 | "Hymn for the Weekend"                                | Top 100 Canções Vencedoras                      | Venceu       | [ 27 ]                  |
| ADG Excellence in Production Design Award        | 2022 | "Higher Power"                                        | Formato Curto – Webseries ou Vídeo Musical      | Pendente     | [ 28 ]                  |
| ADG Excellence in Production Design Award        | 2022 | "My Universe" (c/ BTS)                                | Formato Curto – Webseries ou Vídeo Musical      | Pendente     | [ 28 ]                  |
| ASCAP Pop Music Awards                           | 2004 | "Clocks"                                              | Canção Mais Reproduzida                         | Venceu       | [ 29 ]                  |
| ASCAP Pop Music Awards                           | 2006 | "Speed of Sound"                                      | Canção Mais Reproduzida                         | Venceu       | [ 30 ]                  |
| ASCAP Pop Music Awards                           | 2010 | "Viva la Vida"                                        | Canção Mais Reproduzida                         | Venceu       | [ 31 ]                  |
| ASCAP Pop Music Awards                           | 2019 | "Something Just Like This"                            | Canção Mais Reproduzida                         | Venceu       | [ 32 ]                  |
| BBC Music Awards                                 | 2014 | "A Sky Full of Stars"                                 | Canção do Ano                                   | Indicado     | [ 33 ]                  |
| BBC Music Awards                                 | 2016 | Coldplay                                              | Artista Britânico do Ano                        | Venceu       | [ 34 ]                  |
| BBC Music Awards                                 | 2016 | A Head Full of Dreams                                 | Álbum do Ano                                    | Indicado     | [ 34 ]                  |
| BBC Music Awards                                 | 2016 | "Hymn for the Weekend"                                | Canção do Ano                                   | Indicado     | [ 34 ]                  |
| BBC Radio 1 Teen Awards                          | 2011 | Coldplay                                              | Melhor Ato de Música Britânica                  | Indicado     | [ 35 ]                  |
| BBC Radio 1 Teen Awards                          | 2012 | Mylo Xyloto                                           | Melhor Álbum Britânico                          | Indicado     | [ 36 ]                  |
| Berlin Music Video Awards                        | 2015 | "Magic"                                               | Melhor Lo-Fi                                    | Indicado     | [ 37 ]                  |
| Berlin Music Video Awards                        | 2017 | "Up&Up"                                               | Melhores Efeitos Visuais                        | Venceu       | [ 38 ]                  |
| Berlin Music Video Awards                        | 2020 | "Daddy"                                               | Melhor Animação                                 | Indicado     | [ 39 ]                  |
| Billboard Music Awards                           | 2003 | "Clocks"                                              | Faixa Digital do Ano                            | Indicado     | [ 40 ]                  |
| Billboard Music Awards                           | 2012 | Coldplay                                              | Top Duo/Grupo                                   | Indicado     | [ 41 ]                  |
| Billboard Music Awards                           | 2012 | Coldplay                                              | Top Artista de Rock                             | Venceu       | [ 41 ]                  |
| Billboard Music Awards                           | 2012 | Coldplay                                              | Top Artista Alternativo                         | Venceu       | [ 41 ]                  |
| Billboard Music Awards                           | 2012 | Mylo Xyloto                                           | Top Álbum de Rock                               | Venceu       | [ 41 ]                  |
| Billboard Music Awards                           | 2012 | Mylo Xyloto                                           | Top Álbum Alternativo                           | Venceu       | [ 41 ]                  |
| Billboard Music Awards                           | 2012 | "Paradise"                                            | Top Canção de Rock                              | Indicado     | [ 41 ]                  |
| Billboard Music Awards                           | 2012 | "Paradise"                                            | Top Canção Alternativa                          | Indicado     | [ 41 ]                  |
| Billboard Music Awards                           | 2013 | Coldplay                                              | Top Duo/Grupo                                   | Indicado     | [ 42 ]                  |
| Billboard Music Awards                           | 2013 | Coldplay                                              | Top Artista de Turnê                            | Indicado     | [ 42 ]                  |
| Billboard Music Awards                           | 2013 | Coldplay                                              | Top Artista de Rock                             | Indicado     | [ 42 ]                  |
| Billboard Music Awards                           | 2015 | Coldplay                                              | Top Artista de Rock                             | Indicado     | [ 43 ]                  |
| Billboard Music Awards                           | 2015 | Ghost Stories                                         | Top Álbum de Rock                               | Venceu       | [ 43 ]                  |
| Billboard Music Awards                           | 2015 | "A Sky Full of Stars"                                 | Top Canção de Rock                              | Indicado     | [ 43 ]                  |
| Billboard Music Awards                           | 2016 | A Head Full of Dreams                                 | Top Álbum de Rock                               | Indicado     | [ 44 ]                  |
| Billboard Music Awards                           | 2017 | Coldplay                                              | Top Duo/Grupo                                   | Indicado     | [ 45 ]                  |
| Billboard Music Awards                           | 2017 | Coldplay                                              | Top Artista de Turnê                            | Indicado     | [ 45 ]                  |
| Billboard Music Awards                           | 2017 | Coldplay                                              | Top Artista de Rock                             | Indicado     | [ 45 ]                  |
| Billboard Music Awards                           | 2017 | A Head Full of Dreams Tour                            | Top Turnê de Rock                               | Venceu       | [ 45 ]                  |
| Billboard Music Awards                           | 2018 | Coldplay                                              | Top Duo/Grupo                                   | Indicado     | [ 46 ]                  |
| Billboard Music Awards                           | 2018 | Coldplay                                              | Top Artista de Turnê                            | Indicado     | [ 46 ]                  |
| Billboard Music Awards                           | 2018 | A Head Full of Dreams Tour                            | Top Turnê de Rock                               | Indicado     | [ 46 ]                  |
| Billboard Music Awards                           | 2018 | "Something Just Like This"                            | Top Canção de Rádio                             | Indicado     | [ 46 ]                  |
| Billboard Music Awards                           | 2018 | "Something Just Like This"                            | Top Colaboração                                 | Indicado     | [ 46 ]                  |
| Billboard Music Awards                           | 2018 | "Something Just Like This"                            | Top Canção Dance/Electronic                     | Venceu       | [ 46 ]                  |
| Billboard Live Music Awards                      | 2016 | Coldplay                                              | Top Arte                                        | Venceu       | [ 47 ] [ 48 ]           |
| Billboard Live Music Awards                      | 2016 | A Head Full of Dreams Tour                            | Top Turnê                                       | Indicado     | [ 47 ] [ 48 ]           |
| Billboard Live Music Awards                      | 2016 | Wembley Stadium, 15–19/06/2016                        | Top Boxscore                                    | Venceu       | [ 47 ] [ 48 ]           |
| Billboard Live Music Awards                      | 2017 | Coldplay                                              | Top Arte                                        | Indicado     | [ 49 ]                  |
| Billboard Live Music Awards                      | 2017 | A Head Full of Dreams Tour                            | Top Turnê                                       | Indicado     | [ 49 ]                  |
| BMI London Awards                                | 2012 | "Every Teardrop Is a Waterfall"                       | Canções Vencedoras                              | Venceu       | [ 50 ]                  |
| BMI London Awards                                | 2012 | "Paradise"                                            | Canções Vencedoras                              | Venceu       | [ 50 ]                  |
| BMI Pop Awards                                   | 2007 | "Talk"                                                | Canções Vencedoras                              | Venceu       | [ 51 ]                  |
| BMI Pop Awards                                   | 2013 | "Paradise"                                            | Canções Vencedoras                              | Venceu       | [ 52 ]                  |
| BMI Pop Awards                                   | 2015 | "A Sky Full of Stars"                                 | Canções Vencedoras                              | Venceu       | [ 53 ]                  |
| Brit Awards                                      | 2001 | Coldplay                                              | Grupo Britânico                                 | Venceu       | [ 54 ]                  |
| Brit Awards                                      | 2001 | Coldplay                                              | Revelação Britânica                             | Indicado     | [ 54 ]                  |
| Brit Awards                                      | 2001 | Parachutes                                            | Álbum Britânico do Ano                          | Venceu       | [ 54 ]                  |
| Brit Awards                                      | 2001 | "Yellow"                                              | Single Britânico do Ano                         | Indicado     | [ 54 ]                  |
| Brit Awards                                      | 2001 | "Yellow"                                              | Vídeo Britânico do Ano                          | Indicado     | [ 54 ]                  |
| Brit Awards                                      | 2002 | "Trouble"                                             | Vídeo Britânico do Ano                          | Indicado     | [ 55 ]                  |
| Brit Awards                                      | 2003 | Coldplay                                              | Grupo Britânico                                 | Venceu       | [ 56 ]                  |
| Brit Awards                                      | 2003 | A Rush of Blood to the Head                           | Álbum Britânico do Ano                          | Venceu       | [ 56 ]                  |
| Brit Awards                                      | 2006 | Coldplay                                              | Grupo Britânico                                 | Indicado     | [ 57 ]                  |
| Brit Awards                                      | 2006 | Coldplay                                              | Ato Britânico Ao Vivo                           | Indicado     | [ 57 ]                  |
| Brit Awards                                      | 2006 | X&Y                                                   | Álbum Britânico do Ano                          | Venceu       | [ 57 ]                  |
| Brit Awards                                      | 2006 | "Speed of Sound"                                      | Single Britânico do Ano                         | Venceu       | [ 57 ]                  |
| Brit Awards                                      | 2009 | Coldplay                                              | Grupo Britânico                                 | Indicado     | [ 58 ]                  |
| Brit Awards                                      | 2009 | Coldplay                                              | Ato Britânico Ao Vivo                           | Indicado     | [ 58 ]                  |
| Brit Awards                                      | 2009 | Viva la Vida or Death and All His Friends             | Álbum Britânico do Ano                          | Indicado     | [ 58 ]                  |
| Brit Awards                                      | 2009 | "Viva la Vida"                                        | Single Britânico do Ano                         | Indicado     | [ 58 ]                  |
| Brit Awards                                      | 2010 | A Rush of Blood to the Head                           | Álbum Britânico (últimos 30 anos)               | Indicado     | [ 59 ]                  |
| Brit Awards                                      | 2010 | "Clocks"                                              | Performance Britânica Ao Vivo (últimos 30 anos) | Indicado     | [ 59 ]                  |
| Brit Awards                                      | 2012 | Coldplay                                              | Grupo Britânico                                 | Venceu       | [ 60 ]                  |
| Brit Awards                                      | 2012 | Mylo Xyloto                                           | Álbum Britânico do Ano                          | Indicado     | [ 60 ]                  |
| Brit Awards                                      | 2013 | Coldplay                                              | Ato Britânico Ao Vivo                           | Venceu       | [ 61 ]                  |
| Brit Awards                                      | 2013 | "Princess of China" (c/ Rihanna)                      | Single Britânico do Ano                         | Indicado     | [ 61 ]                  |
| Brit Awards                                      | 2015 | Coldplay                                              | Grupo Britânico                                 | Indicado     | [ 62 ]                  |
| Brit Awards                                      | 2016 | Coldplay                                              | Grupo Britânico                                 | Venceu       | [ 63 ]                  |
| Brit Awards                                      | 2016 | A Head Full of Dreams                                 | Álbum Britânico do Ano                          | Indicado     | [ 63 ]                  |
| Brit Awards                                      | 2017 | "Hymn for the Weekend"                                | Single Britânico do ano                         | Indicado     | [ 64 ]                  |
| Brit Awards                                      | 2017 | "Hymn for the Weekend"                                | Vídeo Britânico do Ano                          | Indicado     | [ 64 ]                  |
| Brit Awards                                      | 2020 | Coldplay                                              | Grupo Britânico                                 | Indicado     | [ 65 ]                  |
| Brit Awards                                      | 2021 | Coldplay                                              | Grupo Britânico                                 | Indicado     | [ 66 ]                  |
| Brit Awards                                      | 2021 | Coldplay                                              | Ato Britânico Alternativo/Rock                  | Indicado     | [ 66 ]                  |
| Broadcast Awards                                 | 2015 | Ghost Stories Live 2014                               | Melhor Programa de Música                       | Venceu       | [ 67 ]                  |
| Broadcast Digital Awards                         | 2020 | Everyday Life – Live in Jordan                        | Melhor Cobertura de Esporte ou Evento Ao Vivo   | Indicado     | [ 68 ]                  |
| BT Digital Music Awards                          | 2002 | Coldplay                                              | Artista do Ano                                  | Indicado     | [ 69 ]                  |
| BT Digital Music Awards                          | 2004 | "2000 Miles"                                          | Melhor Artista de Download                      | Venceu       | [ 70 ]                  |
| BT Digital Music Awards                          | 2005 | Coldplay                                              | Melhor Site Oficial                             | Venceu       | [ 71 ]                  |
| BT Digital Music Awards                          | 2005 | Coldplay                                              | Melhor Comunidade de Música Digital             | Venceu       | [ 71 ]                  |
| BT Digital Music Awards                          | 2008 | Coldplay                                              | Artista do Ano                                  | Indicado     | [ 72 ]                  |
| BT Digital Music Awards                          | 2008 | Coldplay                                              | Melhor Artista de Rock/Indie                    | Venceu       | [ 73 ]                  |
| BT Digital Music Awards                          | 2008 | Coldplay                                              | Melhor Website Oficial de Música                | Venceu       | [ 73 ]                  |
| BT Digital Music Awards                          | 2008 | Coldplaying Forum                                     | Melhor Site Não Oficial de Música               | Indicado     | [ 73 ]                  |
| BT Digital Music Awards                          | 2010 | Coldplay                                              | Melhor Site Oficial                             | Indicado     | [ 74 ]                  |
| BT Digital Music Awards                          | 2010 | Coldplaying Forum                                     | Melhor Site de Fã                               | Indicado     | [ 75 ]                  |
| BT Digital Music Awards                          | 2011 | Coldplay                                              | Melhor Site Oficial                             | Venceu       | [ 76 ]                  |
| BT Digital Music Awards                          | 2011 | Coldplaying Forum                                     | Melhor Site de Fã                               | Venceu       | [ 76 ]                  |
| Camerimage Film Festival                         | 2009 | "Strawberry Swing"                                    | Melhor Vídeo Musical                            | Indicado     | [ 77 ]                  |
| Camerimage Film Festival                         | 2009 | "Strawberry Swing"                                    | Melhor Cinematografia em Vídeo                  | Indicado     | [ 77 ]                  |
| Camerimage Film Festival                         | 2016 | "Up&Up"                                               | Mellhor Vídeo Musical                           | Indicado     | [ 78 ] [ 79 ]           |
| Camerimage Film Festival                         | 2016 | "Up&Up"                                               | Melhor Cinematografia em Vídeo                  | Indicado     | [ 78 ] [ 79 ]           |
| Camerimage Film Festival                         | 2020 | "Champion of the World"                               | Melhor Vídeo Musical                            | Indicado     | [ 80 ] [ 81 ]           |
| Camerimage Film Festival                         | 2020 | "Champion of the World"                               | Melhor Cinematografia em Vídeo                  | Indicado     | [ 80 ] [ 81 ]           |
| Cannes Lions International Festival              | 2016 | "Up&Up"                                               | Excelência em Vídeo (Leão Prata)                | Venceu       | [ 82 ]                  |
| Cannes Lions International Festival              | 2016 | "Up&Up"                                               | Efeitos Visuais (Leão Prata)                    | Venceu       | [ 82 ]                  |
| Clio Awards                                      | 2020 | "Daddy"                                               | Filme/Vídeo Artístico – Direção (Prêmio Prata)  | Venceu       | [ 83 ]                  |
| Clio Awards                                      | 2020 | "Daddy"                                               | Filme/Vídeo Artístico – Animação (Prêmio Prata) | Venceu       | [ 84 ]                  |
| Critics' Choice Movie Awards                     | 2014 | "Atlas"                                               | Melhor Canção                                   | Indicado     | [ 85 ]                  |
| D&AD Awards                                      | 2010 | "Strawberry Swing"                                    | Vídeo Musical (Animação)                        | Venceu       | [ 86 ]                  |
| D&AD Awards                                      | 2017 | "Up&Up"                                               | Vídeo Musical (Lápis de Madeira)                | Venceu       | [ 86 ]                  |
| D&AD Awards                                      | 2017 | "Up&Up"                                               | Vídeo Musical (Efeitos Especias)                | Venceu       | [ 86 ]                  |
| Danish Music Awards                              | 2001 | Coldplay                                              | Revelação Estrangeira do Ano                    | Indicado     | [ 87 ]                  |
| Danish Music Awards                              | 2003 | A Rush of Blood to the Head                           | Álbum Internacional do Ano                      | Indicado     | [ 88 ]                  |
| Danish Music Awards                              | 2009 | Viva la Vida or Death and All His Friends             | Álbum Internacional do Ano                      | Indicado     | [ 89 ]                  |
| Danish Music Awards                              | 2012 | Mylo Xyloto                                           | Álbum Internacional do Ano                      | Indicado     | [ 90 ]                  |
| Echo Awards                                      | 2003 | Coldplay                                              | Melhor Grupo Alternativo Internacional          | Indicado     | [ 91 ]                  |
| Echo Awards                                      | 2004 | Coldplay                                              | Grupo Internacional do Ano                      | Indicado     | [ 91 ]                  |
| Echo Awards                                      | 2004 | Coldplay                                              | Melhor Grupo Alternativo Internacional          | Indicado     | [ 91 ]                  |
| Echo Awards                                      | 2006 | Coldplay                                              | Grupo Internacional do Ano                      | Venceu       | [ 91 ]                  |
| Echo Awards                                      | 2009 | Coldplay                                              | Melhor Grupo Internacional de Pop/Rock          | Venceu       | [ 91 ]                  |
| Echo Awards                                      | 2012 | Coldplay                                              | Melhor Grupo Internacional de Pop/Rock          | Venceu       | [ 91 ]                  |
| Echo Awards                                      | 2015 | Coldplay                                              | Melhor Grupo Internacional de Pop/Rock          | Indicado     | [ 91 ]                  |
| Echo Awards                                      | 2016 | Coldplay                                              | Melhor Grupo Internacional de Pop/Rock          | Venceu       | [ 91 ]                  |
| European Festival Awards                         | 2009 | "Viva la Vida"                                        | Hino de Festival do Ano                         | Venceu       | [ 92 ]                  |
| European Festival Awards                         | 2011 | Coldplay                                              | Melhor Atração Principal                        | Venceu       | [ 93 ]                  |
| European Festival Awards                         | 2011 | "Viva la Vida"                                        | Hino de Festival do Ano                         | Venceu       | [ 93 ]                  |
| Fryderyk Awards                                  | 2002 | A Rush of Blood to the Head                           | Melhor Álbum Estrangeiro                        | Indicado     | [ 94 ]                  |
| Fryderyk Awards                                  | 2005 | X&Y                                                   | Melhor Álbum Estrangeiro                        | Venceu       | [ 95 ]                  |
| Fryderyk Awards                                  | 2009 | Viva la Vida or Death and All His Friends             | Melhor Álbum Estrangeiro                        | Indicado     | [ 96 ]                  |
| Fryderyk Awards                                  | 2012 | Mylo Xyloto                                           | Melhor Álbum Estrangeiro                        | Indicado     | [ 97 ]                  |
| GAFFA Awards Denmark (Prisen)                    | 2000 | Coldplay                                              | Revelação Internacional do Ano                  | Venceu       | [ 98 ]                  |
| GAFFA Awards Denmark (Prisen)                    | 2000 | Parachutes                                            | Álbum Internacional do Ano                      | Indicado     | [ 98 ]                  |
| GAFFA Awards Denmark (Prisen)                    | 2000 | "Yellow"                                              | Hit Internacional do Ano                        | Indicado     | [ 98 ]                  |
| GAFFA Awards Denmark (Prisen)                    | 2002 | Coldplay                                              | Banda Internacional do Ano                      | Venceu       | [ 98 ]                  |
| GAFFA Awards Denmark (Prisen)                    | 2002 | Chris Martin                                          | Artista Masculino Internacional do Ano          | Venceu       | [ 98 ]                  |
| GAFFA Awards Denmark (Prisen)                    | 2002 | A Rush of Blood to the Head                           | Álbum Internacional do Ano                      | Venceu       | [ 98 ]                  |
| GAFFA Awards Denmark (Prisen)                    | 2002 | "In My Place"                                         | Hit Internacional do Ano                        | Venceu       | [ 98 ]                  |
| GAFFA Awards Denmark (Prisen)                    | 2002 | "The Scientist"                                       | Vídeo Internacional do Ano                      | Venceu       | [ 98 ]                  |
| GAFFA Awards Denmark (Prisen)                    | 2005 | Coldplay                                              | Banda Internacional do Ano                      | Venceu       | [ 98 ]                  |
| GAFFA Awards Denmark (Prisen)                    | 2005 | Chris Martin                                          | Artista Masculino Internacional do Ano          | Venceu       | [ 98 ]                  |
| GAFFA Awards Denmark (Prisen)                    | 2005 | X&Y                                                   | Álbum Internacional do Ano                      | Venceu       | [ 98 ]                  |
| GAFFA Awards Denmark (Prisen)                    | 2005 | "Speed of Sound"                                      | Hit Internacional do Ano                        | Indicado     | [ 98 ]                  |
| GAFFA Awards Denmark (Prisen)                    | 2005 | "Fix You"                                             | Hit Internacional do Ano                        | Venceu       | [ 98 ]                  |
| GAFFA Awards Denmark (Prisen)                    | 2008 | Coldplay                                              | Banda Internacional do Ano                      | Indicado     | [ 99 ]                  |
| GAFFA Awards Denmark (Prisen)                    | 2008 | Chris Martin                                          | Artista Masculino Internacional do Ano          | Venceu       | [ 99 ]                  |
| GAFFA Awards Denmark (Prisen)                    | 2008 | Viva la Vida or Death and All His Friends             | Álbum Internacional do Ano                      | Indicado     | [ 99 ]                  |
| GAFFA Awards Denmark (Prisen)                    | 2008 | "Viva la Vida"                                        | Hit Internacional do Ano                        | Indicado     | [ 99 ]                  |
| GAFFA Awards Denmark (Prisen)                    | 2011 | Coldplay                                              | Banda Internacional do Ano                      | Venceu       | [ 100 ] [ 101 ]         |
| GAFFA Awards Denmark (Prisen)                    | 2011 | Chris Martin                                          | Artista Masculino Internacional do Ano          | Indicado     | [ 100 ] [ 101 ]         |
| GAFFA Awards Denmark (Prisen)                    | 2011 | Mylo Xyloto                                           | Álbum Internacional do Ano                      | Indicado     | [ 100 ] [ 101 ]         |
| GAFFA Awards Denmark (Prisen)                    | 2011 | "Paradise"                                            | Hit Internacional do Ano                        | Indicado     | [ 100 ] [ 101 ]         |
| GAFFA Awards Denmark (Prisen)                    | 2014 | Coldplay                                              | Banda Internacional do Ano                      | Venceu       | [ 102 ]                 |
| GAFFA Awards Denmark (Prisen)                    | 2018 | Coldplay                                              | Banda Internacional do Ano                      | Venceu       | [ 103 ]                 |
| GAFFA Awards Denmark (Prisen)                    | 2018 | Kaleidoscope                                          | Álbum Internacional do Ano                      | Indicado     | [ 103 ]                 |
| GAFFA Awards Denmark (Prisen)                    | 2020 | Coldplay                                              | Banda Internacional do Ano                      | Venceu       | [ 104 ]                 |
| GAFFA Awards Sweden (Priset)                     | 2011 | Coldplay                                              | Melhor Banda Estrangeira                        | Venceu       | [ 105 ]                 |
| GAFFA Awards Sweden (Priset)                     | 2014 | Coldplay                                              | Melhor Banda Estrangeira                        | Venceu       | [ 105 ]                 |
| GAFFA Awards Sweden (Priset)                     | 2016 | "Hymn for the Weekend"                                | Melhor Canção Estrangeira                       | Venceu       | [ 105 ]                 |
| Gaon Chart Music Awards                          | 2022 | "My Universe" (c/ BTS)                                | Canção do Ano – Setembro                        | Venceu       | [ 106 ]                 |
| Gaygalan Awards                                  | 2018 | "Something Just Like This" (c/ The Chainsmokers)      | Canção Internacional do Ano                     | Indicado     | [ 107 ]                 |
| Global Awards                                    | 2018 | Coldplay                                              | Mehor Grupo                                     | Indicado     | [ 108 ]                 |
| Global Awards                                    | 2020 | Coldplay                                              | Mehor Grupo                                     | Indicado     | [ 109 ]                 |
| Golden Globe Awards                              | 2014 | "Atlas"                                               | Melhor Canção Original                          | Indicado     | [ 110 ]                 |
| GQ Awards                                        | 2005 | Coldplay                                              | Banda do Ano                                    | Venceu       | [ 111 ]                 |
| Grammy Awards                                    | 2002 | Parachutes                                            | Melhor Álbum de Música Alternativa              | Venceu       | [ 112 ]                 |
| Grammy Awards                                    | 2002 | "Yellow"                                              | Melhor Canção de Rock                           | Indicado     | [ 112 ]                 |
| Grammy Awards                                    | 2002 | "Yellow"                                              | Melhor Desempenho de Rock por Duo/Grupo         | Indicado     | [ 112 ]                 |
| Grammy Awards                                    | 2003 | A Rush of Blood to the Head                           | Melhor Álbum de Música Alternativa              | Venceu       | [ 112 ]                 |
| Grammy Awards                                    | 2003 | "In My Place"                                         | Melhor Desempenho de Rock por Duo/Grupo         | Venceu       | [ 112 ]                 |
| Grammy Awards                                    | 2004 | "Clocks"                                              | Gravação do Ano                                 | Venceu       | [ 112 ]                 |
| Grammy Awards                                    | 2004 | "The Scientist"                                       | Melhor Vídeo Musical                            | Indicado     | [ 112 ]                 |
| Grammy Awards                                    | 2005 | Live 2003                                             | Melhor Filme Musical                            | Indicado     | [ 112 ]                 |
| Grammy Awards                                    | 2006 | X&Y                                                   | Melhor Álbum de Rock                            | Indicado     | [ 112 ]                 |
| Grammy Awards                                    | 2006 | "Speed of Sound"                                      | Melhor Canção de Rock                           | Indicado     | [ 112 ]                 |
| Grammy Awards                                    | 2006 | "Speed of Sound"                                      | Melhor Desempenho de Rock por Duo/Grupo         | Indicado     | [ 112 ]                 |
| Grammy Awards                                    | 2007 | "Talk"                                                | Melhor Desempenho de Rock por Duo/Grupo         | Indicado     | [ 112 ]                 |
| Grammy Awards                                    | 2009 | Viva la Vida or Death and All His Friends             | Álbum do Ano                                    | Indicado     | [ 112 ]                 |
| Grammy Awards                                    | 2009 | Viva la Vida or Death and All His Friends             | Melhor Álbum de Rock                            | Venceu       | [ 112 ]                 |
| Grammy Awards                                    | 2009 | "Viva la Vida"                                        | Canção do Ano                                   | Venceu       | [ 112 ]                 |
| Grammy Awards                                    | 2009 | "Viva la Vida"                                        | Gravação do Ano                                 | Indicado     | [ 112 ]                 |
| Grammy Awards                                    | 2009 | "Viva la Vida"                                        | Melhor Desempenho de Pop por Duo/Grupo          | Venceu       | [ 112 ]                 |
| Grammy Awards                                    | 2009 | "Violet Hill"                                         | Melhor Canção de Rock                           | Indicado     | [ 112 ]                 |
| Grammy Awards                                    | 2009 | "Violet Hill"                                         | Melhor Desempenho de Rock por Duo/Grupo         | Indicado     | [ 112 ]                 |
| Grammy Awards                                    | 2010 | "Life in Technicolor II"                              | Melhor Desempenho de Rock por Duo/Grupo         | Indicado     | [ 112 ]                 |
| Grammy Awards                                    | 2010 | "Life in Technicolor II"                              | Melhor Vídeo Musical                            | Indicado     | [ 112 ]                 |
| Grammy Awards                                    | 2012 | "Paradise"                                            | Melhor Desempenho de Pop por Duo/Grupo          | Indicado     | [ 112 ]                 |
| Grammy Awards                                    | 2012 | "Every Teardrop Is a Waterfall"                       | Melhor Canção de Rock                           | Indicado     | [ 112 ]                 |
| Grammy Awards                                    | 2012 | "Every Teardrop Is a Waterfall"                       | Melhor Desempenho de Rock                       | Indicado     | [ 112 ]                 |
| Grammy Awards                                    | 2013 | Mylo Xyloto                                           | Melhor Álbum de Rock                            | Indicado     | [ 112 ]                 |
| Grammy Awards                                    | 2013 | "Charlie Brown"                                       | Melhor Desempenho de Rock                       | Indicado     | [ 112 ]                 |
| Grammy Awards                                    | 2014 | "Atlas"                                               | Melhor Canção para Mídias Visuais               | Indicado     | [ 112 ]                 |
| Grammy Awards                                    | 2014 | Live 2012                                             | Melhor Filme Musical                            | Indicado     | [ 112 ]                 |
| Grammy Awards                                    | 2015 | Ghost Stories                                         | Melhor Álbum Vocal de Pop                       | Indicado     | [ 112 ]                 |
| Grammy Awards                                    | 2015 | "A Sky Full of Stars"                                 | Melhor Desempenho de Pop por Duo/Grupo          | Indicado     | [ 112 ]                 |
| Grammy Awards                                    | 2015 | Ghost Stories Live 2014                               | Melhor Filme Musical                            | Indicado     | [ 112 ]                 |
| Grammy Awards                                    | 2017 | "Up&Up"                                               | Melhor Vídeo Musical                            | Indicado     | [ 112 ]                 |
| Grammy Awards                                    | 2018 | Kaleidoscope                                          | Melhor Álbum Vocal de Pop                       | Indicado     | [ 112 ]                 |
| Grammy Awards                                    | 2018 | "Something Just Like This" (c/ The Chainsmokers)      | Melhor Desempenho de Pop por Duo/Grupo          | Indicado     | [ 112 ]                 |
| Grammy Awards                                    | 2021 | Everyday Life                                         | Álbum do Ano                                    | Indicado     | [ 112 ]                 |
| Grammy Awards                                    | 2022 | "Higher Power"                                        | Melhor Desempenho de Pop por Duo/Grupo          | Pendente     | [ 112 ]                 |
| Hollywood Film Awards                            | 2013 | "Atlas"                                               | Melhor Canção                                   | Venceu       | [ 114 ]                 |
| Hollywood Music in Media Awards                  | 2014 | "Wish I Was Here"                                     | Melhor Canção – Filme                           | Indicado     | [ 115 ]                 |
| Hungarian Music Awards                           | 2003 | A Rush of Blood to the Head                           | Álbum de Rock Moderno do Ano                    | Venceu       | [ 116 ]                 |
| Hungarian Music Awards                           | 2006 | X&Y                                                   | Álbum de Rock Moderno do Ano                    | Indicado     | [ 117 ]                 |
| Hungarian Music Awards                           | 2009 | Viva la Vida or Death and All His Friends             | Álbum de Música Alternativa do Ano              | Indicado     | [ 118 ]                 |
| Hungarian Music Awards                           | 2013 | Live 2012                                             | Álbum de Pop/Rock Clássico do Ano               | Indicado     | [ 119 ]                 |
| Hungarian Music Awards                           | 2015 | Ghost Stories                                         | Álbum de Pop/Rock Moderno do Ano                | Indicado     | [ 120 ]                 |
| Hungarian Music Awards                           | 2016 | A Head Full of Dreams                                 | Álbum de Música Alternativa do Ano              | Indicado     | [ 121 ]                 |
| Hungarian Music Awards                           | 2018 | Kaleidoscope                                          | Álbum de Pop/Rock Moderno do Ano                | Indicado     | [ 122 ]                 |
| Hungarian Music Awards                           | 2018 | "Something Just Like This" (c/ The Chainsmokers)      | Canção Eletrônica do Ano                        | Indicado     | [ 122 ]                 |
| IFPI Hong Kong Top Sales Awards                  | 2005 | X&Y                                                   | Top 10 Álbuns Estrangeiros Mais Vendidos        | Venceu       | [ 123 ]                 |
| iHeartRadio Music Awards                         | 2017 | Coldplay                                              | Melhor Duo/Grupo do Ano                         | Indicado     | [ 124 ]                 |
| iHeartRadio Music Awards                         | 2017 | Coldplay                                              | Artista de Rock Alternativo do Ano              | Indicado     | [ 124 ]                 |
| iHeartRadio Music Awards                         | 2017 | A Head Full of Dreams Tour                            | Melhor Turnê                                    | Venceu       | [ 124 ]                 |
| iHeartRadio Music Awards                         | 2017 | "Hymn for the Weekend"                                | Melhor Vídeo Musical                            | Indicado     | [ 124 ]                 |
| iHeartRadio Music Awards                         | 2018 | "Something Just Like This" (c/ The Chainsmokers)      | Canção do Ano                                   | Indicado     | [ 125 ]                 |
| iHeartRadio Music Awards                         | 2018 | "Something Just Like This" (c/ The Chainsmokers)      | Melhor Colaboração                              | Venceu       | [ 125 ]                 |
| iHeartRadio Music Awards                         | 2018 | "Something Just Like This" (c/ The Chainsmokers)      | Canção Dance do Ano                             | Indicado     | [ 125 ]                 |
| iHeartRadio Music Awards                         | 2018 | "Something Just Like This" (c/ The Chainsmokers)      | Prêmio Titanium                                 | Venceu       | [ 126 ]                 |
| International Dance Music Awards                 | 2004 | "Clocks"                                              | Melhor Faixa Dance Alternativo/Rock             | Venceu       | [ 127 ]                 |
| International Dance Music Awards                 | 2006 | "Speed of Sound"                                      | Melhor Faixa Dance Alternativo/Rock             | Indicado     | [ 128 ]                 |
| International Dance Music Awards                 | 2009 | "Viva la Vida"                                        | Melhor Faixa Dance Alternativo/Rock             | Indicado     | [ 129 ]                 |
| International Dance Music Awards                 | 2012 | "Paradise" (Remix de Fedde Le Grand)                  | Melhor Faixa Dance Alternativo/Rock             | Venceu       | [ 130 ]                 |
| International Dance Music Awards                 | 2012 | "Paradise" (Remix de Fedde Le Grand)                  | Melhor Faixa Progressiva                        | Indicado     | [ 130 ]                 |
| Italian Music Awards                             | 2001 | Coldplay                                              | Melhor Grupo Internacional (1ª cerimônia)       | Indicado     | [ 131 ]                 |
| Italian Music Awards                             | 2001 | Coldplay                                              | Melhor Grupo Internacional (2ª cerimônia)       | Indicado     | [ 132 ] [ 133 ]         |
| Italian Music Awards                             | 2001 | "Trouble"                                             | Melhor Single Internacional (2ª cerimônia)      | Venceu       | [ 132 ] [ 133 ]         |
| Italian Music Awards                             | 2002 | Coldplay                                              | Melhor Grupo Internacional                      | Indicado     | [ 134 ]                 |
| Italian Music Awards                             | 2003 | Coldplay                                              | Melhor Grupo Internacional                      | Venceu       | [ 135 ]                 |
| Ivor Novello Awards                              | 2001 | "Trouble"                                             | Melhor Canção Musicalmente e Líricamente        | Indicado     | [ 136 ]                 |
| Ivor Novello Awards                              | 2003 | Coldplay                                              | Compositor do Ano                               | Venceu       | [ 137 ]                 |
| Ivor Novello Awards                              | 2003 | "In My Place"                                         | Melhor Canção Contemporânea                     | Indicado     | [ 137 ]                 |
| Ivor Novello Awards                              | 2006 | "Speed of Sound"                                      | Trabalho Mais Tocado                            | Indicado     | [ 138 ]                 |
| Ivor Novello Awards                              | 2006 | "Speed of Sound"                                      | Hit Internacional do Ano                        | Indicado     | [ 138 ]                 |
| Ivor Novello Awards                              | 2006 | "Fix You"                                             | Melhor Canção Musicalmente e Líricamente        | Indicado     | [ 138 ]                 |
| Ivor Novello Awards                              | 2009 | Viva la Vida or Death and All His Friends             | Melhor Álbum                                    | Indicado     | [ 139 ] [ 140 ]         |
| Ivor Novello Awards                              | 2009 | "Viva la Vida"                                        | Trabalho Mais Tocado                            | Indicado     | [ 139 ] [ 140 ]         |
| Ivor Novello Awards                              | 2009 | "Viva la Vida"                                        | Canção Britânica Mais Vendida                   | Venceu       | [ 139 ] [ 140 ]         |
| Ivor Novello Awards                              | 2013 | "Paradise"                                            | Trabalho Mais Tocado                            | Indicado     | [ 141 ]                 |
| Ivor Novello Awards                              | 2017 | "Adventure of a Lifetime"                             | Trabalho Mais Tocado                            | Indicado     | [ 142 ] [ 143 ]         |
| Ivor Novello Awards                              | 2017 | "Hymn for the Weekend"                                | Trabalho Mais Tocado                            | Venceu       | [ 142 ] [ 143 ]         |
| Japan Gold Disc Awards                           | 2008 | Viva la Vida or Death and All His Friends             | Álbum do Ano                                    | Venceu       | [ 144 ]                 |
| Japan Gold Disc Awards                           | 2008 | Viva la Vida or Death and All His Friends             | Top 3 Álbuns                                    | Venceu       | [ 144 ]                 |
| Juno Awards                                      | 2006 | X&Y                                                   | Álbum Internacional do Ano                      | Venceu       | [ 145 ]                 |
| Juno Awards                                      | 2009 | Viva la Vida or Death and All His Friends             | Álbum Internacional do Ano                      | Venceu       | [ 146 ]                 |
| Juno Awards                                      | 2012 | Mylo Xyloto                                           | Álbum Internacional do Ano                      | Indicado     | [ 147 ]                 |
| Juno Awards                                      | 2017 | A Head Full of Dreams                                 | Álbum Internacional do Ano                      | Venceu       | [ 148 ]                 |
| London International Awards                      | 2012 | "Paradise" (Versão de Shynola)                        | Melhor Direção (Bronze)                         | Venceu       | [ 149 ]                 |
| London International Awards                      | 2015 | "Ink"                                                 | Melhor Vídeo de Animação (Finalista)            | Venceu       | [ 150 ]                 |
| London International Awards                      | 2016 | "Up&Up"                                               | Melhor Vídeo Musical (Ouro)                     | Venceu       | [ 151 ]                 |
| London International Awards                      | 2016 | "Up&Up"                                               | Melhor Direção (Ouro)                           | Venceu       | [ 151 ]                 |
| Los Premios MTV Latinoamérica                    | 2002 | Coldplay                                              | MelhorArtista Internacional de Rock             | Indicado     | [ 152 ]                 |
| Los Premios MTV Latinoamérica                    | 2003 | Coldplay                                              | MelhorArtista Internacional de Rock             | Venceu       | [ 153 ]                 |
| Los Premios MTV Latinoamérica                    | 2005 | Coldplay                                              | MelhorArtista Internacional de Rock             | Indicado     | [ 154 ]                 |
| Los Premios MTV Latinoamérica                    | 2006 | Coldplay                                              | MelhorArtista Internacional de Rock             | Indicado     | [ 155 ]                 |
| Los Premios MTV Latinoamérica                    | 2008 | Coldplay                                              | MelhorArtista Internacional de Rock             | Indicado     | [ 156 ]                 |
| Los Premios MTV Latinoamérica                    | 2009 | Coldplay                                              | MelhorArtista Internacional de Rock             | Indicado     | [ 157 ]                 |
| Los40 Music Awards                               | 2008 | Coldplay                                              | Melhor Ato Internacional                        | Venceu       | [ 158 ] [ 159 ]         |
| Los40 Music Awards                               | 2008 | Viva la Vida Tour                                     | Melhor Turnê                                    | Indicado     | [ 158 ] [ 159 ]         |
| Los40 Music Awards                               | 2012 | Mylo Xyloto                                           | Melhor Álbum Internacional                      | Indicado     | [ 160 ]                 |
| Los40 Music Awards                               | 2014 | Coldplay                                              | Melhor Ato Internacional                        | Indicado     | [ 161 ]                 |
| Los40 Music Awards                               | 2016 | Coldplay                                              | Ato Internacional do Ano                        | Indicado     | [ 162 ]                 |
| Los40 Music Awards                               | 2016 | A Head Full of Dreams                                 | Álbum Internacional do Ano                      | Indicado     | [ 162 ]                 |
| Los40 Music Awards                               | 2016 | A Head Full of Dreams Tour                            | Turnê do Ano                                    | Indicado     | [ 162 ]                 |
| Los40 Music Awards                               | 2016 | "Up&Up"                                               | Vídeo Internacional do Ano                      | Venceu       | [ 162 ]                 |
| Los40 Music Awards                               | 2017 | "Something Just Like This" (c/ The Chainsmokers)      | Canção Internacional do Ano                     | Indicado     | [ 163 ]                 |
| Los40 Music Awards                               | 2021 | "Higher Power"                                        | Vídeo Internacional do Ano                      | Indicado     | [ 164 ]                 |
| Lunas del Auditorio                              | 2004 | Coldplay                                              | Melhor Rock Estrangeiro                         | Venceu       | [ 165 ]                 |
| Lunas del Auditorio                              | 2007 | Coldplay                                              | Melhor Rock Estrangeiro                         | Venceu       | [ 165 ]                 |
| Lunas del Auditorio                              | 2010 | Coldplay                                              | Melhor Rock Estrangeiro                         | Indicado     | [ 165 ]                 |
| Lunas del Auditorio                              | 2016 | Coldplay                                              | Melhor Pop Estrangeiro                          | Venceu       | [ 165 ]                 |
| Melon Music Awards                               | 2017 | "Something Just Like This" (c/ The Chainsmokers)      | Melhor Pop                                      | Indicado     | [ 166 ]                 |
| Melon Music Awards                               | 2021 | "My Universe" (c/ BTS)                                | Melhor Colaboração                              | Venceu       | [ 167 ]                 |
| Mercury Prize                                    | 2000 | Parachutes                                            | Mercury Prize                                   | Indicado     | [ 168 ]                 |
| Mercury Prize                                    | 2003 | A Rush of Blood to the Head                           | Mercury Prize                                   | Indicado     | [ 168 ]                 |
| Mercury Prize                                    | 2005 | X&Y                                                   | Mercury Prize                                   | Indicado     | [ 168 ]                 |
| Meteor Ireland Music Awards                      | 2003 | Coldplay                                              | Melhor Grupo Internacional                      | Venceu       | [ 169 ]                 |
| Meteor Ireland Music Awards                      | 2006 | Coldplay                                              | Melhor Desempenho Ao Vivo                       | Indicado     | [ 170 ]                 |
| Meteor Ireland Music Awards                      | 2006 | X&Y                                                   | Melhor Álbum Internacional                      | Indicado     | [ 170 ]                 |
| Meteor Ireland Music Awards                      | 2009 | Coldplay                                              | Melhor Banda Internacional                      | Indicado     | [ 171 ]                 |
| Meteor Ireland Music Awards                      | 2009 | Coldplay                                              | Melhor Desempenho Ao Vivo Internacional         | Indicado     | [ 171 ]                 |
| Meteor Ireland Music Awards                      | 2009 | Viva la Vida or Death and All His Friends             | Melhor Álbum Internacional                      | Indicado     | [ 171 ]                 |
| Meteor Ireland Music Awards                      | 2010 | Coldplay                                              | Melhor Desempenho Ao Vivo Internacional         | Indicado     | [ 172 ]                 |
| Mnet Asian Music Awards                          | 2021 | "My Universe" (c/ BTS)                                | Canção do Ano                                   | Indicado     | [ 173 ]                 |
| Mnet Asian Music Awards                          | 2021 | "My Universe" (c/ BTS)                                | Melhor Colaboração                              | Indicado     | [ 173 ]                 |
| MTV Africa Music Awards                          | 2008 | Coldplay                                              | Melhor Ato Alternativo                          | Indicado     | [ 174 ]                 |
| MTV Africa Music Awards                          | 2009 | Coldplay                                              | Melhor Ato Alternativo                          | Indicado     | [ 175 ]                 |
| MTV Asia Awards                                  | 2002 | Coldplay                                              | Artista Revelação Favorito                      | Indicado     | [ 176 ]                 |
| MTV Asia Awards                                  | 2002 | Coldplay                                              | Ato de Rock Favorito                            | Indicado     | [ 176 ]                 |
| MTV Asia Awards                                  | 2003 | Coldplay                                              | Ato de Rock Favorito                            | Indicado     | [ 177 ]                 |
| MTV Asia Awards                                  | 2003 | "In My Place"                                         | Vídeo Favorito                                  | Indicado     | [ 177 ]                 |
| MTV Asia Awards                                  | 2004 | "The Scientist"                                       | Vídeo Favorito                                  | Indicado     | [ 178 ]                 |
| MTV Asia Awards                                  | 2006 | Coldplay                                              | Ato de Rock Favorito                            | Indicado     | [ 179 ]                 |
| MTV Europe Music Awards                          | 2002 | Coldplay                                              | Melhor Grupo                                    | Indicado     | [ 180 ] [ 181 ]         |
| MTV Europe Music Awards                          | 2002 | Coldplay                                              | Melhor Rock                                     | Indicado     | [ 180 ] [ 181 ]         |
| MTV Europe Music Awards                          | 2002 | Coldplay                                              | Melhor Ato do Reino Unido & Irlanda             | Venceu       | [ 180 ] [ 181 ]         |
| MTV Europe Music Awards                          | 2002 | A Rush of Blood to the Head                           | Melhor Álbum                                    | Indicado     | [ 180 ] [ 181 ]         |
| MTV Europe Music Awards                          | 2003 | Coldplay                                              | Melhor Grupo                                    | Venceu       | [ 182 ]                 |
| MTV Europe Music Awards                          | 2005 | Coldplay                                              | Melhor Grupo                                    | Indicado     | [ 183 ] [ 184 ]         |
| MTV Europe Music Awards                          | 2005 | Coldplay                                              | Melhor Rock                                     | Indicado     | [ 183 ] [ 184 ]         |
| MTV Europe Music Awards                          | 2005 | Coldplay                                              | Melhor Ato do Reino Unido & Irlanda             | Venceu       | [ 183 ] [ 184 ]         |
| MTV Europe Music Awards                          | 2005 | X&Y                                                   | Melhor Álbum                                    | Indicado     | [ 183 ] [ 184 ]         |
| MTV Europe Music Awards                          | 2005 | "Speed of Sound"                                      | Melhor Canção                                   | Venceu       | [ 183 ] [ 184 ]         |
| MTV Europe Music Awards                          | 2008 | Coldplay                                              | Melhor Ato                                      | Indicado     | [ 185 ]                 |
| MTV Europe Music Awards                          | 2008 | Viva la Vida or Death and All His Friends             | Melhor Álbum                                    | Indicado     | [ 185 ]                 |
| MTV Europe Music Awards                          | 2008 | "Viva la Vida"                                        | Melhor Canção                                   | Indicado     | [ 185 ]                 |
| MTV Europe Music Awards                          | 2009 | Coldplay                                              | Melhor Desempenho Mundial                       | Indicado     | [ 186 ]                 |
| MTV Europe Music Awards                          | 2011 | Coldplay                                              | Melhor Rock                                     | Indicado     | [ 187 ]                 |
| MTV Europe Music Awards                          | 2011 | Coldplay                                              | Melhor Ato ao Vivo                              | Indicado     | [ 187 ]                 |
| MTV Europe Music Awards                          | 2011 | Coldplay                                              | Melhor Ato do Reino Unido & Irlanda             | Indicado     | [ 187 ]                 |
| MTV Europe Music Awards                          | 2012 | Coldplay                                              | Melhor Rock                                     | Indicado     | [ 188 ]                 |
| MTV Europe Music Awards                          | 2014 | Coldplay                                              | Melhor Rock                                     | Indicado     | [ 189 ]                 |
| MTV Europe Music Awards                          | 2015 | Coldplay                                              | Melhor Rock                                     | Venceu       | [ 190 ]                 |
| MTV Europe Music Awards                          | 2016 | Coldplay                                              | Melhor Rock                                     | Venceu       | [ 191 ]                 |
| MTV Europe Music Awards                          | 2016 | Coldplay                                              | Melhor Ato ao Vivo                              | Indicado     | [ 191 ]                 |
| MTV Europe Music Awards                          | 2016 | Coldplay                                              | Melhor Ato do Reino Unido & Irlanda             | Indicado     | [ 191 ]                 |
| MTV Europe Music Awards                          | 2016 | "Up&Up"                                               | Melhor Vídeo                                    | Indicado     | [ 191 ]                 |
| MTV Europe Music Awards                          | 2017 | Coldplay                                              | Melhor Rock                                     | Venceu       | [ 192 ]                 |
| MTV Europe Music Awards                          | 2017 | Coldplay                                              | Melhor Ato ao Vivo                              | Indicado     | [ 192 ]                 |
| MTV Europe Music Awards                          | 2020 | Coldplay                                              | Melhor Rock                                     | Venceu       | [ 193 ]                 |
| MTV Europe Music Awards                          | 2021 | Coldplay                                              | Melhor Rock                                     | Indicado     | [ 194 ]                 |
| MTV Italian Music Awards                         | 2015 | Coldplay                                              | #MTVAwardsStar                                  | Indicado     | [ 195 ]                 |
| MTV Italian Music Awards                         | 2016 | Coldplay                                              | Melhor Banda Internacional                      | Indicado     | [ 196 ]                 |
| MTV Italian Music Awards                         | 2016 | Coldplay                                              | #MTVAwardsStar                                  | Indicado     | [ 197 ]                 |
| MTV Italian Music Awards                         | 2017 | Coldplay                                              | Prêmio Artist Saga                              | Indicado     | [ 198 ]                 |
| MTV Italian Music Awards                         | 2017 | "Up&Up"                                               | Melhor Vídeo Musical                            | Indicado     | [ 199 ]                 |
| MTV Millennial Awards Brasil                     | 2022 | "My Universe" (c/ BTS)                                | Hit Global                                      | Venceu       | [ 200 ] [ 201 ]         |
| MTV Video Music Awards                           | 2001 | "Yellow"                                              | Artista Revelação                               | Indicado     | [ 202 ]                 |
| MTV Video Music Awards                           | 2002 | "Trouble"                                             | Vídeo Inovador                                  | Indicado     | [ 203 ]                 |
| MTV Video Music Awards                           | 2002 | "Trouble"                                             | Melhor Direção de Arte                          | Venceu       | [ 203 ]                 |
| MTV Video Music Awards                           | 2003 | "The Scientist"                                       | Melhor Vídeo de Grupo                           | Venceu       | [ 204 ]                 |
| MTV Video Music Awards                           | 2003 | "The Scientist"                                       | Vídeo Inovador                                  | Venceu       | [ 204 ]                 |
| MTV Video Music Awards                           | 2003 | "The Scientist"                                       | Melhor Direção                                  | Venceu       | [ 204 ]                 |
| MTV Video Music Awards                           | 2005 | "Speed of Sound"                                      | Vídeo do Ano                                    | Indicado     | [ 205 ]                 |
| MTV Video Music Awards                           | 2005 | "Speed of Sound"                                      | Melhores Efeitos Especiais                      | Indicado     | [ 205 ]                 |
| MTV Video Music Awards                           | 2005 | "Speed of Sound"                                      | Melhor Edição                                   | Indicado     | [ 205 ]                 |
| MTV Video Music Awards                           | 2005 | "Speed of Sound"                                      | Melhor Cinematografia                           | Indicado     | [ 205 ]                 |
| MTV Video Music Awards                           | 2008 | "Violet Hill"                                         | Melhores Efeitos Especiais                      | Indicado     | [ 206 ]                 |
| MTV Video Music Awards                           | 2008 | "Violet Hill"                                         | Melhor Vídeo do Reino Unido                     | Indicado     | [ 207 ]                 |
| MTV Video Music Awards                           | 2009 | "Viva la Vida"                                        | Melhor Vídeo de Rock                            | Indicado     | [ 208 ]                 |
| MTV Video Music Awards                           | 2009 | "Viva la Vida"                                        | Melhor Direção de Arte                          | Indicado     | [ 208 ]                 |
| MTV Video Music Awards                           | 2009 | "Viva la Vida"                                        | Melhor Edição                                   | Indicado     | [ 208 ]                 |
| MTV Video Music Awards                           | 2009 | "Viva la Vida"                                        | Melhor Cinematografia                           | Indicado     | [ 208 ]                 |
| MTV Video Music Awards                           | 2010 | "Strawberry Swing"                                    | Vídeo Inovador                                  | Indicado     | [ 209 ]                 |
| MTV Video Music Awards                           | 2012 | "Paradise"                                            | Melhor Vídeo de Rock                            | Venceu       | [ 210 ]                 |
| MTV Video Music Awards                           | 2012 | "Princess of China" (c/ Rihanna)                      | Melhor Direção                                  | Indicado     | [ 210 ]                 |
| MTV Video Music Awards                           | 2012 | "Princess of China" (c/ Rihanna)                      | Melhor Cinematografia                           | Indicado     | [ 210 ]                 |
| MTV Video Music Awards                           | 2016 | "Adventure of a Lifetime"                             | Melhor Vídeo de Rock                            | Indicado     | [ 211 ]                 |
| MTV Video Music Awards                           | 2016 | "Up&Up"                                               | Melhor Direção                                  | Indicado     | [ 211 ]                 |
| MTV Video Music Awards                           | 2016 | "Up&Up"                                               | Melhores Efeitos Visuais                        | Venceu       | [ 211 ]                 |
| MTV Video Music Awards                           | 2017 | "A Head Full of Dreams"                               | Melhor Vídeo de Rock                            | Indicado     | [ 212 ]                 |
| MTV Video Music Awards                           | 2020 | "Orphans"                                             | Melhor Vídeo de Rock                            | Venceu       | [ 212 ]                 |
| MTV Video Music Awards                           | 2021 | "Higher Power"                                        | Melhores Efeitos Visuais                        | Indicado     | [ 213 ]                 |
| MTV Video Music Awards Japan                     | 2003 | "In My Place"                                         | Melhor Vídeo de Rock                            | Indicado     | [ 214 ]                 |
| MTV Video Music Awards Japan                     | 2006 | "Speed of Sound"                                      | Melhor Vídeo de Rock                            | Indicado     | [ 215 ]                 |
| MTV Video Music Awards Japan                     | 2009 | Viva la Vida or Death and All His Friends             | Melhor Álbum do Ano                             | Indicado     | [ 216 ]                 |
| MTV Video Music Awards Japan                     | 2009 | "Viva la Vida"                                        | Melhor Vídeo do Ano                             | Indicado     | [ 216 ]                 |
| MTV Video Music Awards Japan                     | 2009 | "Viva la Vida"                                        | Melhor Canção Karaokee!                         | Indicado     | [ 216 ]                 |
| MTV Video Music Awards Japan                     | 2012 | Mylo Xyloto                                           | Melhor Álbum do Ano                             | Indicado     | [ 217 ]                 |
| MTV Video Music Awards Japan                     | 2012 | "Paradise"                                            | Melhor Vídeo de Grupo                           | Indicado     | [ 217 ]                 |
| MTV Video Music Awards Japan                     | 2016 | "Up&Up"                                               | Melhor Vídeo Internacional de Grupo             | Indicado     | [ 218 ]                 |
| MTV Video Music Awards Japan                     | 2016 | "Up&Up"                                               | Melhor Vídeo de Rock                            | Indicado     | [ 219 ]                 |
| MTV Video Music Awards Japan                     | 2021 | "My Universe" (c/ BTS)                                | Melhor Vídeo de Colaboração Internacional       | Venceu       | [ 220 ]                 |
| MTV Video Play Awards                            | 2011 | "Every Teardrop Is a Waterfall"                       | Prêmio Platinum                                 | Venceu       | [ 221 ]                 |
| MTV Video Play Awards                            | 2012 | "Paradise"                                            | Prêmio Platinum                                 | Venceu       | [ 222 ]                 |
| MTV Video Play Awards                            | 2012 | "Charlie Brown"                                       | Prêmio Platinum                                 | Venceu       | [ 222 ]                 |
| MTV Video Play Awards                            | 2012 | "Princess of China" (w/ Rihanna)                      | Prêmio Platinum                                 | Venceu       | [ 222 ]                 |
| MTV Video Play Awards                            | 2016 | "Hymn for the Weekend"                                | Prêmio Platinum                                 | Venceu       | [ 223 ]                 |
| MuchMusic Video Awards                           | 2001 | "Yellow"                                              | Melhor Vídeo Internacional – Grupo              | Indicado     | [ 224 ]                 |
| MuchMusic Video Awards                           | 2003 | "In My Place"                                         | Melhor Vídeo Internacional – Grupo              | Indicado     | [ 225 ]                 |
| MuchMusic Video Awards                           | 2006 | "Speed of Sound"                                      | Melhor Vídeo Internacional – Grupo              | Indicado     | [ 226 ]                 |
| MuchMusic Video Awards                           | 2009 | "Viva la Vida"                                        | Melhor Vídeo Internacional – Grupo              | Indicado     | [ 227 ]                 |
| MuchMusic Video Awards                           | 2012 | "Paradise"                                            | Melhor Vídeo Internacional – Grupo              | Indicado     | [ 228 ]                 |
| MuchMusic Video Awards                           | 2016 | "Adventure of a Lifetime"                             | Melhor Vídeo Internacional – Grupo              | Indicado     | [ 229 ]                 |
| Music Week Awards                                | 2016 | Coldplay                                              | Artista do Ano                                  | Venceu       | [ 230 ]                 |
| Music Week Awards                                | 2020 | Coldplay                                              | Artista de Campanha de Marketing                | Indicado     | [ 231 ]                 |
| Nickelodeon Kids' Choice Awards                  | 2010 | Coldplay                                              | Grupo Musical Favorito                          | Indicado     | [ 232 ]                 |
| Nickelodeon Kids' Choice Awards                  | 2015 | Coldplay                                              | Grupo Musical Favorito                          | Indicado     | [ 233 ]                 |
| Nickelodeon Kids' Choice Awards                  | 2018 | Coldplay                                              | Grupo Musical Favorito                          | Indicado     | [ 234 ]                 |
| NME Awards                                       | 2001 | Coldplay                                              | Artista Revelação                               | Venceu       | [ 235 ] [ 236 ] [ 237 ] |
| NME Awards                                       | 2001 | Parachutes                                            | Melhor Álbum                                    | Indicado     | [ 235 ] [ 236 ] [ 237 ] |
| NME Awards                                       | 2001 | "Yellow"                                              | Melhor Single                                   | Venceu       | [ 235 ] [ 236 ] [ 237 ] |
| NME Awards                                       | 2001 | Radio 1 Evening Session                               | Sessão do Ano                                   | Venceu       | [ 235 ] [ 236 ] [ 237 ] |
| NME Awards                                       | 2003 | Coldplay                                              | Melhor Banda do Reino Unido                     | Indicado     | [ 238 ]                 |
| NME Awards                                       | 2003 | A Rush of Blood to the Head                           | Álbum do Ano                                    | Venceu       | [ 238 ]                 |
| NME Awards                                       | 2003 | A Rush of Blood to the Head                           | Melhor Álbum                                    | Venceu       | [ 238 ]                 |
| NME Awards                                       | 2003 | "The Scientist"                                       | Melhor Single                                   | Indicado     | [ 238 ]                 |
| NME Awards                                       | 2006 | Coldplay                                              | Pior Banda                                      | Indicado     | [ 239 ]                 |
| NME Awards                                       | 2009 | Viva la Vida or Death and All His Friends             | Pior Álbum                                      | Indicado     | [ 240 ]                 |
| NME Awards                                       | 2012 | Coldplay                                              | Pior Banda                                      | Indicado     | [ 241 ]                 |
| NME Awards                                       | 2012 | Mylo Xyloto                                           | Pior Álbum                                      | Indicado     | [ 241 ]                 |
| NME Awards                                       | 2016 | Coldplay                                              | Prêmio Godlike Genius                           | Venceu       | [ 242 ]                 |
| NME Awards                                       | 2016 | "Adventure of a Lifetime"                             | Faixa do Ano                                    | Indicado     | [ 242 ]                 |
| NME Awards                                       | 2017 | Coldplay                                              | Melhor Atração de Festival                      | Indicado     | [ 243 ]                 |
| NME Awards                                       | 2017 | Glastonbury Festival                                  | Momento Musical do Ano                          | Venceu       | [ 243 ]                 |
| NME Awards                                       | 2022 | "My Universe" (c/ BTS)                                | Melhor Colaboração                              | Pendente     | [ 244 ]                 |
| NMPA Songwriting Awards                          | 2009 | "Viva la Vida"                                        | Prêmio Multi-Platinum                           | Venceu       | [ 245 ] [ 246 ]         |
| NMPA Songwriting Awards                          | 2011 | "Paradise"                                            | Prêmio Multi-Platinum                           | Venceu       | [ 245 ] [ 246 ]         |
| NMPA Songwriting Awards                          | 2016 | "Adventure of a Lifetime"                             | Prêmio Multi-Platinum                           | Venceu       | [ 245 ] [ 246 ]         |
| NMPA Songwriting Awards                          | 2016 | "Hymn for the Weekend"                                | Prêmio Multi-Platinum                           | Venceu       | [ 245 ] [ 246 ]         |
| NMPA Songwriting Awards                          | 2017 | "Something Just Like This" (c/ The Chainsmokers)      | Prêmio Multi-Platinum                           | Venceu       | [ 245 ] [ 246 ]         |
| NMPA Songwriting Awards                          | 2020 | "A Sky Full of Stars"                                 | Prêmio Multi-Platinum                           | Venceu       | [ 245 ] [ 246 ]         |
| NRJ Music Awards                                 | 2006 | Coldplay                                              | Grupo/Duo Internacional do Ano                  | Indicado     | [ 247 ]                 |
| NRJ Music Awards                                 | 2006 | X&Y                                                   | Álbum Internacional do Ano                      | Indicado     | [ 247 ]                 |
| NRJ Music Awards                                 | 2009 | Coldplay                                              | Prêmio de Honra                                 | Venceu       | [ 248 ]                 |
| NRJ Music Awards                                 | 2009 | Coldplay                                              | Grupo/Duo Internacional do Ano                  | Indicado     | [ 249 ]                 |
| NRJ Music Awards                                 | 2009 | Viva la Vida or Death and All His Friends             | Álbum Internacional do Ano                      | Indicado     | [ 249 ]                 |
| NRJ Music Awards                                 | 2009 | "Viva la Vida"                                        | Canção Internacional Ano                        | Indicado     | [ 249 ]                 |
| NRJ Music Awards                                 | 2012 | Coldplay                                              | Grupo/Duo Internacional do Ano                  | Indicado     | [ 250 ]                 |
| NRJ Music Awards                                 | 2013 | Coldplay                                              | Grupo/Duo Internacional do Ano                  | Indicado     | [ 251 ]                 |
| NRJ Music Awards                                 | 2014 | Coldplay                                              | Grupo/Duo Internacional do Ano                  | Indicado     | [ 252 ]                 |
| NRJ Music Awards                                 | 2014 | "A Sky Full of Stars"                                 | Canção Internacional do Ano                     | Indicado     | [ 252 ]                 |
| NRJ Music Awards                                 | 2016 | Coldplay                                              | Grupo/Duo Internacional do Ano                  | Venceu       | [ 253 ]                 |
| NRJ Music Awards                                 | 2016 | "Up&Up"                                               | Vídeo do Ano                                    | Indicado     | [ 253 ]                 |
| NRJ Music Awards                                 | 2016 | "Hymn for the Weekend"                                | Canção Mais Transmitida                         | Venceu       | [ 253 ]                 |
| NRJ Music Awards                                 | 2017 | "Something Just Like This" (c/ The Chainsmokers)      | Canção Internacional do Ano                     | Indicado     | [ 254 ]                 |
| NRJ Music Awards                                 | 2017 | "Something Just Like This" (c/ The Chainsmokers)      | Vídeo do Ano                                    | Indicado     | [ 254 ]                 |
| NRJ Music Awards                                 | 2021 | Coldplay                                              | Grupo/Duo Internacional do Ano                  | Venceu       | [ 255 ]                 |
| NRJ Music Awards                                 | 2021 | "My Universe" (c/ BTS)                                | Colaboração Internacional do Ano                | Venceu       | [ 255 ]                 |
| People's Choice Awards                           | 2009 | Coldplay                                              | Banda/Grupo Favorito                            | Indicado     | [ 256 ]                 |
| People's Choice Awards                           | 2009 | "Viva la Vida"                                        | Canção de Rock Favorita                         | Indicado     | [ 256 ]                 |
| People's Choice Awards                           | 2012 | Coldplay                                              | Banda/Grupo Favorito                            | Indicado     | [ 257 ]                 |
| People's Choice Awards                           | 2015 | Coldplay                                              | Banda/Grupo Favorito                            | Indicado     | [ 258 ]                 |
| People's Choice Awards                           | 2015 | Ghost Stories                                         | Álbum Favorito                                  | Indicado     | [ 258 ]                 |
| People's Choice Awards                           | 2017 | Coldplay                                              | Banda/Grupo Favorito                            | Indicado     | [ 259 ]                 |
| People's Choice Awards                           | 2021 | Coldplay                                              | Grupo do Ano                                    | Indicado     | [ 260 ]                 |
| People's Choice Awards                           | 2021 | "My Universe" (c/ BTS)                                | Vídeo Musical do Ano                            | Indicado     | [ 260 ]                 |
| Pollstar Awards                                  | 2005 | Twisted Logic Tour                                    | Maior Turnê do Ano                              | Indicado     | [ 261 ]                 |
| Pollstar Awards                                  | 2008 | Viva la Vida Tour                                     | Maior Turnê do Ano                              | Indicado     | [ 262 ]                 |
| Pollstar Awards                                  | 2009 | Viva la Vida Tour                                     | Maior Turnê do Ano                              | Indicado     | [ 263 ]                 |
| Pollstar Awards                                  | 2012 | Mylo Xyloto Tour                                      | Maior Turnê do Ano                              | Indicado     | [ 264 ]                 |
| Pollstar Awards                                  | 2012 | Mylo Xyloto Tour                                      | Produção de Palco Mais Criativa                 | Indicado     | [ 264 ]                 |
| Pollstar Awards                                  | 2016 | A Head Full of Dreams Tour                            | Maior Turnê do Ano                              | Indicado     | [ 265 ]                 |
| Pollstar Awards                                  | 2016 | A Head Full of Dreams Tour                            | Produção de Palco Mais Criativa                 | Indicado     | [ 265 ]                 |
| Pollstar Awards                                  | 2017 | A Head Full of Dreams Tour                            | Maior Turnê do Ano                              | Indicado     | [ 266 ]                 |
| Pollstar Awards                                  | 2017 | A Head Full of Dreams Tour                            | Produção de Palco Mais Criativa                 | Indicado     | [ 266 ]                 |
| Pollstar Awards                                  | 2021 | Coldplay                                              | Artista de Turnê da Década                      | Indicado     | [ 267 ]                 |
| Pollstar Awards                                  | 2021 | Coldplay                                              | Artista de Turnê da Década – Rock               | Indicado     | [ 267 ]                 |
| Porin Awards                                     | 2009 | Viva la Vida or Death and All His Friends             | Melhor Álbum Internacional                      | Indicado     | [ 268 ]                 |
| Porin Awards                                     | 2009 | "Viva la Vida"                                        | Melhor Canção Internacional                     | Venceu       | [ 269 ]                 |
| Porin Awards                                     | 2012 | Mylo Xyloto                                           | Melhor Álbum Internacional                      | Indicado     | [ 270 ]                 |
| Porin Awards                                     | 2012 | "Paradise"                                            | Melhor Canção Internacional                     | Indicado     | [ 270 ]                 |
| Premios MUSA                                     | 2021 | "My Universe" (c/ BTS)                                | Colaboração Internacional do Ano                | Venceu       | [ 271 ]                 |
| Premios Ondas                                    | 2005 | Coldplay                                              | Melhor Artista ou Grupo Internacional           | Venceu       | [ 272 ]                 |
| Premios Ondas                                    | 2008 | Coldplay                                              | Melhor Artista ou Grupo Internacional           | Venceu       | [ 273 ]                 |
| Premios Oye!                                     | 2003 | A Rush of Blood to the Head                           | Álbum Inglês do Ano                             | Venceu       | [ 274 ]                 |
| Premios Oye!                                     | 2003 | Coldplay                                              | Grupo Inglês                                    | Venceu       | [ 274 ]                 |
| Premios Oye!                                     | 2005 | X&Y                                                   | Álbum Inglês do Ano                             | Venceu       | [ 275 ]                 |
| Premios Oye!                                     | 2009 | "Life in Technicolor II"                              | Canção Inglêsa do Ano                           | Indicado     | [ 276 ] [ 277 ]         |
| Premios Oye!                                     | 2009 | Prospekt's March                                      | Álbum Inglês do Ano                             | Indicado     | [ 276 ] [ 277 ]         |
| Premios Oye!                                     | 2012 | Every Teardrop Is a Waterfall (EP)                    | Álbum Inglês do Ano                             | Indicado     | [ 278 ]                 |
| Q Awards                                         | 2000 | Coldplay                                              | Melhor Ato Revelação                            | Indicado     | [ 279 ] [ 280 ]         |
| Q Awards                                         | 2000 | Parachutes                                            | Melhor Álbum                                    | Venceu       | [ 279 ] [ 280 ]         |
| Q Awards                                         | 2000 | "Yellow"                                              | Melhor Single                                   | Indicado     | [ 279 ] [ 280 ]         |
| Q Awards                                         | 2001 | Coldplay                                              | Melhor Ato do Mundo Atual                       | Indicado     | [ 281 ]                 |
| Q Awards                                         | 2002 | Coldplay                                              | Melhor Ato ao Vivo                              | Indicado     | [ 282 ]                 |
| Q Awards                                         | 2002 | A Rush of Blood to the Head                           | Melhor Álbum                                    | Venceu       | [ 282 ]                 |
| Q Awards                                         | 2003 | Coldplay                                              | Melhor Ato do Mundo Atual                       | Indicado     | [ 283 ]                 |
| Q Awards                                         | 2003 | Coldplay                                              | Melhor Ato ao Vivo                              | Indicado     | [ 283 ]                 |
| Q Awards                                         | 2003 | "Clocks"                                              | Melhor Single                                   | Indicado     | [ 283 ]                 |
| Q Awards                                         | 2003 | "The Scientist"                                       | Melhor Vídeo                                    | Indicado     | [ 283 ]                 |
| Q Awards                                         | 2004 | Coldplay                                              | Melhor Ato do Mundo Atual                       | Indicado     | [ 284 ]                 |
| Q Awards                                         | 2005 | Coldplay                                              | Melhor Ato do Mundo Atual                       | Venceu       | [ 283 ]                 |
| Q Awards                                         | 2005 | Coldplay                                              | Melhor Ato ao Vivo                              | Indicado     | [ 283 ]                 |
| Q Awards                                         | 2005 | X&Y                                                   | Melhor Álbum                                    | Indicado     | [ 283 ]                 |
| Q Awards                                         | 2005 | "Fix You"                                             | Melhor Faixa                                    | Indicado     | [ 283 ]                 |
| Q Awards                                         | 2006 | Coldplay                                              | Melhor Ato do Mundo Atual                       | Indicado     | [ 285 ]                 |
| Q Awards                                         | 2008 | Coldplay                                              | Melhor Ato do Mundo Atual                       | Venceu       | [ 286 ]                 |
| Q Awards                                         | 2008 | Viva la Vida or Death and All His Friends             | Melhor Álbum                                    | Venceu       | [ 287 ]                 |
| Q Awards                                         | 2008 | "Violet Hill"                                         | Melhor Faixa                                    | Indicado     | [ 288 ]                 |
| Q Awards                                         | 2008 | "Violet Hill"                                         | Melhor Vídeo                                    | Indicado     | [ 288 ]                 |
| Q Awards                                         | 2009 | Coldplay                                              | Melhor Ato do Mundo Atual                       | Indicado     | [ 289 ]                 |
| Q Awards                                         | 2011 | Coldplay                                              | Melhor Ato do Mundo Atual                       | Venceu       | [ 290 ]                 |
| Q Awards                                         | 2011 | Coldplay                                              | Melhor Ato ao Vivo                              | Indicado     | [ 291 ]                 |
| Q Awards                                         | 2011 | Coldplay                                              | Maior Ato dos Últimos 25 Anos                   | Indicado     | [ 291 ]                 |
| Q Awards                                         | 2012 | Coldplay                                              | Melhor Ato do Mundo Atual                       | Indicado     | [ 292 ]                 |
| Q Awards                                         | 2014 | "Magic"                                               | Melhor Vídeo                                    | Indicado     | [ 293 ]                 |
| Q Awards                                         | 2016 | Coldplay                                              | Melhor Ato do Mundo Atual                       | Indicado     | [ 294 ]                 |
| Q Awards                                         | 2016 | Coldplay                                              | Melhor Ao ao Vivo                               | Indicado     | [ 294 ]                 |
| Q Awards                                         | 2016 | A Head Full of Dreams                                 | Melhor Álbum                                    | Indicado     | [ 294 ]                 |
| Q Awards                                         | 2016 | "Up&Up"                                               | Melhor Vídeo                                    | Indicado     | [ 294 ]                 |
| Radio Academy Honours                            | 2006 | Coldplay                                              | Artista Mais Tocado em Rádio Britânica          | Venceu       | [ 295 ]                 |
| Rockbjörnen Awards                               | 2002 | Coldplay                                              | Melhor Grupo Internacional                      | Indicado     | [ 296 ]                 |
| Rockbjörnen Awards                               | 2002 | A Rush of Blood to the Head                           | Melhor Álbum Internacional                      | Indicado     | [ 296 ]                 |
| Rockbjörnen Awards                               | 2005 | Coldplay                                              | Melhor Grupo Internacional                      | Indicado     | [ 296 ]                 |
| Rockbjörnen Awards                               | 2005 | X&Y                                                   | Melhor Álbum Internacional                      | Indicado     | [ 296 ]                 |
| Rockbjörnen Awards                               | 2005 | "Fix You"                                             | Melhor Canção Internacional                     | Indicado     | [ 296 ]                 |
| Rockbjörnen Awards                               | 2008 | Coldplay                                              | Melhor Grupo Internacional                      | Venceu       | [ 296 ]                 |
| Rockbjörnen Awards                               | 2008 | Viva la Vida or Death and All His Friends             | Melhor Álbum Internacional                      | Venceu       | [ 296 ]                 |
| Rockbjörnen Awards                               | 2008 | "Viva la Vida"                                        | Melhor Canção Internacional                     | Venceu       | [ 296 ]                 |
| RTHK International Pop Poll Awards               | 2017 | Coldplay                                              | Top Grupo/Banda                                 | Venceu       | [ 297 ]                 |
| RTHK International Pop Poll Awards               | 2017 | "Hymn for the Weekend"                                | Top Canção Internacional                        | Venceu       | [ 297 ]                 |
| Silver Clef Awards                               | 2003 | Coldplay                                              | Prêmio Silver Clef                              | Venceu       | [ 298 ]                 |
| Silver Clef Awards                               | 2013 | Coldplay                                              | Melhor Ato Britânico                            | Venceu       | [ 299 ]                 |
| Silver Clef Awards                               | 2013 | Coldplay                                              | Melhor Ato ao Vivo                              | Indicado     | [ 299 ]                 |
| Silver Clef Awards                               | 2017 | Coldplay                                              | Melhor Ato ao Vivo                              | Indicado     | [ 300 ]                 |
| Swiss Music Awards                               | 2009 | Viva la Vida or Death and All His Friends             | Melhor Álbum Pop/Rock Internacional             | Indicado     | [ 301 ]                 |
| Swiss Music Awards                               | 2012 | Mylo Xyloto                                           | Melhor Álbum Pop/Rock Internacional             | Indicado     | [ 302 ]                 |
| Swiss Music Awards                               | 2015 | Ghost Stories                                         | Melhor Álbum Internacional                      | Venceu       | [ 303 ]                 |
| Swiss Music Awards                               | 2017 | Coldplay                                              | Melhor Ato Internacional                        | Venceu       | [ 304 ]                 |
| Swiss Music Awards                               | 2017 | A Head Full of Dreams                                 | Melhor Álbum Internacional                      | Venceu       | [ 304 ]                 |
| Swiss Music Awards                               | 2018 | "Something Just Like This" (c/ The Chainsmokers)      | Melhor Hit Internacional                        | Indicado     | [ 305 ]                 |
| TEC Awards                                       | 2009 | Viva la Vida or Death and All His Friends             | Produção de Gravação / Álbum                    | Venceu       | [ 306 ]                 |
| TEC Awards                                       | 2009 | "Viva la Vida"                                        | Produção de Gravação / Single ou Faixa          | Venceu       | [ 306 ]                 |
| TEC Awards                                       | 2013 | Mylo Xyloto                                           | Produção de Gravação / Álbum                    | Indicado     | [ 307 ]                 |
| TEC Awards                                       | 2013 | "Paradise"                                            | Produção de Gravação / Single ou Faixa          | Indicado     | [ 307 ]                 |
| TEC Awards                                       | 2015 | Ghost Stories                                         | Produção de Gravação / Álbum                    | Indicado     | [ 308 ]                 |
| TEC Awards                                       | 2015 | "A Sky Full of Stars"                                 | Produção de Gravação / Single ou Faixa          | Indicado     | [ 308 ]                 |
| TEC Awards                                       | 2017 | A Head Full of Dreams                                 | Produção de Gravação / Álbum                    | Indicado     | [ 309 ]                 |
| Teen Choice Awards                               | 2003 | Coldplay                                              | Música: Grupo de Rock                           | Indicado     | [ 310 ]                 |
| Teen Choice Awards                               | 2005 | Coldplay                                              | Música: Grupo de Rock                           | Indicado     | [ 311 ]                 |
| Teen Choice Awards                               | 2012 | "Paradise"                                            | Música: Canção de Rock                          | Venceu       | [ 312 ]                 |
| Teen Choice Awards                               | 2012 | Coldplay                                              | Música: Grupo de Rock                           | Indicado     | [ 313 ]                 |
| Teen Choice Awards                               | 2014 | Coldplay                                              | Música: Grupo de Rock                           | Indicado     | [ 314 ]                 |
| Teen Choice Awards                               | 2017 | Coldplay                                              | Música: Grupo de Rock                           | Indicado     | [ 315 ]                 |
| Teen Choice Awards                               | 2017 | "Something Just Like This" (c/ The Chainsmokers)      | Música: Canção Eletrônica                       | Indicado     | [ 315 ]                 |
| Telehit Awards                                   | 2016 | "Up&Up"                                               | Vídeo do Ano                                    | Venceu       | [ 316 ]                 |
| Ticketmaster Awards                              | 2016 | A Head Full of Dreams Tour (Shows no Wembley Stadium) | Bilhete do Ano                                  | Venceu       | [ 317 ]                 |
| TMF Awards                                       | 2008 | Viva la Vida or Death and All His Friends             | Melhor Álbum Internacional                      | Venceu       | [ 318 ]                 |
| Top of the Pops Awards                           | 2002 | A Rush of Blood to the Head                           | Top Álbum                                       | Venceu       | [ 319 ]                 |
| UK Music Video Awards                            | 2009 | "Strawberry Swing"                                    | Vídeo do Ano                                    | Venceu       | [ 320 ]                 |
| UK Music Video Awards                            | 2009 | "Strawberry Swing"                                    | Melhor Vídeo de Animação                        | Venceu       | [ 320 ]                 |
| UK Music Video Awards                            | 2009 | "Strawberry Swing"                                    | Melhor Vídeo de Rock                            | Venceu       | [ 320 ]                 |
| UK Music Video Awards                            | 2009 | "Life in Technicolor II"                              | Melhor Vídeo de Rock                            | Indicado     | [ 321 ]                 |
| UK Music Video Awards                            | 2009 | "Life in Technicolor II"                              | Melhor Direção de Arte                          | Indicado     | [ 321 ]                 |
| UK Music Video Awards                            | 2009 | "Life in Technicolor II"                              | Melhores Efeitos Visuais                        | Indicado     | [ 321 ]                 |
| UK Music Video Awards                            | 2012 | "Paradise"                                            | Melor Vídeo de Rock/Indie – Reino unido         | Indicado     | [ 322 ]                 |
| UK Music Video Awards                            | 2014 | "Magic"                                               | Melhor Caracterização                           | Indicado     | [ 323 ]                 |
| UK Music Video Awards                            | 2014 | "Always in My Head"                                   | Melhor Vídeo de Animação                        | Indicado     | [ 323 ]                 |
| UK Music Video Awards                            | 2014 | Ghost Stories – Sky Arts' Special Broadcast           | Melhor Cobertura ao Vivo                        | Indicado     | [ 323 ]                 |
| UK Music Video Awards                            | 2015 | "Ink"                                                 | Melhor Vídeo Interativo                         | Indicado     | [ 324 ]                 |
| UK Music Video Awards                            | 2016 | "Up&Up"                                               | Melor Vídeo de Rock/Indie                       | Venceu       | [ 325 ]                 |
| UK Music Video Awards                            | 2016 | "Up&Up"                                               | Melhores Efeitos Visuais                        | Indicado     | [ 326 ]                 |
| UK Music Video Awards                            | 2017 | "Everglow"                                            | Melor Vídeo de Rock/Indie                       | Indicado     | [ 327 ]                 |
| UK Music Video Awards                            | 2019 | Live in São Paulo                                     | Melhor Concerto ao Vivo                         | Indicado     | [ 328 ]                 |
| UK Music Video Awards                            | 2020 | "Trouble in Town"                                     | Melhor Vídeo de Rock – Reino Unido              | Indicado     | [ 329 ]                 |
| UK Music Video Awards                            | 2020 | "Daddy"                                               | Melhor Vídeo de Animação                        | Indicado     | [ 329 ]                 |
| WDM Radio Awards                                 | 2018 | "Something Just Like This" (c/ The Chainsmokers)      | Melhor Faixa Global                             | Indicado     | [ 330 ]                 |
| "Something Just Like This" (Remix de Don Diablo) | 2018 | Melhor Remix                                          | Venceu                                          |              | [ 330 ]                 |
| Webby Awards                                     | 2009 | Coldplay Official Website                             | Melhor Website de Celebridade/Fã                | Venceu       | [ 331 ]                 |
| Webby Awards                                     | 2011 | Coldplay Official Website                             | Melhor Website de Música                        | Venceu       | [ 332 ]                 |
| Webby Awards                                     | 2012 | Unstaged American Express                             | Melhor Evento & Stream ao Vivo                  | Indicado     | [ 333 ]                 |
| Webby Awards                                     | 2015 | "Ink"                                                 | Melhor Vídeo Musical                            | Venceu       | [ 334 ]                 |
| Webby Awards                                     | 2015 | "Ink"                                                 | Melhor Vídeo Interativo                         | Venceu       | [ 334 ]                 |
| Webby Awards                                     | 2015 | "Ink"                                                 | Melhor Animação                                 | Venceu       | [ 334 ]                 |
| Webby Awards                                     | 2015 | Procura de Letras                                     | Melhores Promoções e Concursos                  | Venceu       | [ 334 ]                 |
| Webby Awards                                     | 2017 | "Up&Up"                                               | Melhor Vídeo Musical                            | Venceu       | [ 335 ]                 |
| Webby Awards                                     | 2019 | Coldplay Timeline                                     | Melhor Website de Música                        | Venceu       | [ 336 ]                 |
| Webby Awards                                     | 2020 | "Daddy"                                               | Melhor Animação                                 | Venceu       | [ 337 ]                 |
| World Music Awards                               | 2005 | Coldplay                                              | Artista Britânico Mais Vendido                  | Venceu       | [ 338 ]                 |
| World Music Awards                               | 2006 | Coldplay                                              | Grupo de Rock Mais Vendido                      | Indicado     | [ 339 ]                 |
| World Music Awards                               | 2008 | Coldplay                                              | Ato de Gravação Mais Vendido                    | Venceu       | [ 340 ]                 |
| World Music Awards                               | 2008 | Coldplay                                              | Grupo de Rock Mais Vendido                      | Venceu       | [ 340 ]                 |
| World Music Awards                               | 2008 | Coldplay                                              | Artista Britânico Mais Vendido                  | Venceu       | [ 340 ]                 |
| World Music Awards                               | 2012 | Coldplay                                              | Grupo Mais Vendido                              | Indicado     | [ 341 ]                 |
| YouTube Creator Awards                           | 2012 | Coldplay                                              | Prêmio Silver Creator                           | Venceu       | [ 342 ]                 |
| YouTube Creator Awards                           | 2014 | Coldplay                                              | Prêmio Gold Creator                             | Venceu       | [ 342 ]                 |
| YouTube Creator Awards                           | 2016 | Coldplay                                              | Prêmio Diamond Creator                          | Venceu       | [ 342 ]                 |
| ZD Awards                                        | 2015 | Coldplay                                              | Melhor Artista Estrangeiro                      | Indicado     | [ 343 ]                 |